# Összetett intelligenciaelméletek

## Faktoranalitikus megközelítések
Az intelligencia kutatásában az 1960-as évekig a faktoranalitikus megközelítés volt a meghatározó. A faktoranalízis módszere Charles Spearman nevéhez köthető. Ezzel a módszerrel vizsgálta különböző intelligenciával kapcsolatos tesztkérdések eredményeit. Korrelációt keresett az egyes itemek közt. Vizsgálatai alapján megalkotta a „g” faktort, amelyet az általános intelligencia faktoraként azonosított. Ez a faktor szerinte az okosság és a butaság meghatározója. Meggyőződése, hogy az intelligenciatesztek ezt a faktort mérik. Ezzel a faktorral mindenki eltérő mértékben rendelkezik. Az általános faktoron kívül Spearman szerint léteznek speciális intelligenciafaktorok, úgynevezett „s” faktorok. Ezek különféle képességekre, feladattípusokra vonatkoznak. Például a számtani és térbeli viszonyokban való eligazodást vizsgáló feladatok más és más „s” faktort vizsgálnak.
Spearman nézeteivel sokan nem értettek egyet. Louis Leon Thurstone szintén a faktoranalízis módszerét használva arra talált bizonyítékot, hogy nem létezik egy általános „g” faktor, ehelyett egy sor csoportfaktor létezését hangsúlyozta. Hét ilyen csoportfaktort írt le (240 résztvevővel felvett 57 különböző teszt faktoranalízise alapján): számolás, verbális fluencia, verbális jelentés, perceptuális sebesség, tér, gondolkodás és memória. Ezekből összeállította az elsődleges mentális képességek tesztjét. E teszt módosított változatát mai napig használják némi változtatásokkal. Thurstone azon reménye, hogy faktoranalízis segítségével feltárja az intelligencia alapelemeit, nem valósult meg. Ennek okai, hogy az elsődleges képességek közt jelentős korreláció van, ami az általános intelligenciaelképzelést támogatja, valamint a faktoranalízis azon képessége, hogy mennyi alapképességet fog feltárni, attól függ, hogy milyenek a kiinduló tesztek tételei.

## Információfeldolgozási megközelítések
Az ezt az elméleti rendszert támogató kutatók úgy közelítik meg az intelligenciát, hogy megvizsgálják, milyen kognitív műveleteket igényelnek az egyes intellektuális tevékenységek. A megközelítés a következő kérdéseket veti fel: Milyen mentális folyamatokat feltételeznek a különböző intelligenciatesztek? Ezeket milyen gyorsan és pontosan hajtja végre a személy, és az ezekhez a folyamatokhoz szükséges információkat milyen formában rögzítik?
Az utóbbi két évtized legnagyobb hatású intelligenciaelmélete kétségkívül Howard Gardner harvardi professzor nevéhez köthető (1983). Különleges képességekkel rendelkező emberek vizsgálatára, a képalkotó eljárásokkal nyert biológiai tényekre, valamint különböző kultúrákból származó antropológiai jellegű adatokra alapozta téziseit. Gardner szerint az ember nem egy, hanem több – legalább hét – különálló intelligenciatípussal rendelkezik. Szerinte az intelligencia értelmi képességek olyan csoportja, amelyet egynél több kultúra értékként kezel, és elismer. Gardner elméletében ezek az intelligenciák biológiai reprezentációkként is léteznek, fontos örökletes elemeket tartalmaznak. Mint biológiai funkciókat ellátó készülékek, sérülhetnek is szeparáltan, működésükben különálló elemekként funkcionálnak. Intelligenciák Gardnernél: nyelvi intelligencia, ritmus- és zenei intelligencia, interperszonális intelligencia, intraperszonális intelligencia, logikai-matematikai intelligencia, téri-vizuális intelligencia, testi-kinesztéziás intelligencia.
A modulok közül több olyan van (pl. intraperszonális, testi-kinesztéziás), amely Gardner szerint olyan képességekért felelős, amelyeket a mai általánosan elfogadott intelligenciatesztek nem mérnek. Ennek távlati következményei tetten érhetőek az oktatásban és a munkaerőpiaci versenyben. Ezek a képességek, bár fontosak a mindennapi feladatok megoldása szempontjából, értékelésük hiányos, a teljesítmény megítélésekor nem veszik őket figyelembe. Ezenkívül ezeknek a képességeknek a fejlesztése az oktatási rendszerben alulreprezentált, noha az életben ezek nagyon hasznosak és szükségesek még a nyugati kultúrákban is.
Robert Sternberg az intelligencia háromívű elméletét állította fel. A komponenciális, a tapasztalati és a kontextuális aspektusok Sternberg szerint azon működési elemek, amelyek az ember viselkedését legjobban megalapozzák meghatározzák. A teljesítmény sebességének és pontosságának az ő elméleti keretei között nincsen jelentősége, hangsúlyt a válaszok megtervezésére és nyomon követésére helyezi. A komponenciális aspektus az analitikus gondolkodásra utal, az ebben elért magas pontszám azt a személyt jellemezné, aki jól old meg teszteket. A tapasztalati aspektus jellemezte személy a tapasztalatainak különböző elemeit észszerűen és sikeresen kombinálja, ezért ezt az aspektust Sternberg a kreatív gondolkodással hozta összefüggésbe. Végül a kontextuális aspektus legfőbb megnyilvánulása a mindennapi élet gyakorlati feladataiban mutatkozik meg, mint a környezet sikeres manipulációja, vagy a játékszabályok ismerete és helyes használata. Sternberg szerint egy személy teljesítményét e három aspektus irányítja.